# Rozejm izraelsko-jordański (1949)
Rozejm izraelsko-jordański – traktat rozejmowy podpisany przez Izrael i Transjordanią w dniu 3 kwietnia 1949 na greckiej wyspie Rodos. Zawarcie umowy oficjalnie kończyło działania wojenne I wojny izraelsko-arabska na froncie centralnym i ustanawiało linię demarkacyjną pomiędzy wojskami izraelskimi i jordańskimi.

## Historia
Przyjęta w dniu 29 listopada 1947 Rezolucja Zgromadzenia Ogólnego ONZ nr 181 decydowała o podziale Palestyny na dwa państwa: żydowskie i arabskie. Przywódcy społeczności arabskiej odrzucili plan podziału i rozpoczęli wojnę domową w Mandacie Palestyny (1947-1948). W maju 1948, w działania wojenne zaangażowały się sąsiednie państwa arabskie, rozpoczynając I wojnę izraelsko-arabską. Walki na froncie centralnym koncentrowały się wokół Jerozolimy i linii komunikacyjnych prowadzących z wybrzeża do Jerozolimy. Najcięższe walki toczono w obszarze Latrun, który był mocno broniony przez jordański Legion Arabski. Przedłużające się walki stawiały Jordańczyków w trudnej sytuacji, ponieważ ich wojska były pozbawione regularnego zaopatrzenia i miały bardzo ograniczone zapasy amunicji. Wielka Brytania, będący sojusznikiem Transjordanii, obawiała się porażki Legionu Arabskiego i usilnie dążyła do jak najszybszego zakończenia walk na froncie centralnym. Pierwsze poufne rozmowy izraelsko-jordańskie zainicjowano 3 sierpnia 1948 w Paryżu. Przez następne tygodnie na froncie centralnym nie dochodziło do żadnych starć zbrojnych, a obie strony poszukiwały trwałego rozwiązania konfliktu. Między innymi doszło do spotkania w Londynie jordańskiego posła z izraelskim wysłannikiem Eljahu Sassonem. Następnie, król Abdullah przekazał za pośrednictwem Stanów Zjednoczonych list, zapewniający o wstrzymaniu akcji zaczepnych przez Legion Arabski. Następnie, w dniu 30 listopada 1948 doszło do podpisania porozumienia o trwałym rozejmie pomiędzy komendantami wszystkich sił w Jerozolimie. Dzięki zawartemu układowi utworzono specjalną linię telefoniczną pomiędzy dowództwami, dzięki któremu stało się możliwe szybkie rozwiązywanie problemów i łagodzenie skutków nieporozumień lub incydentów. Dalszą konsekwencją porozumienia była wymiana jeńców wojennych. Izraelczycy uwolnili kilkudziesięciu jeńców jordańskich, w zamian wolność uzyskało 670 jeńców żydowskich (połowa wszystkich więźniów). Dalsze rozmowy stopniowo ewoluowały w kierunku uzyskania trwałego porozumienia.
W dniu 4 marca 1949 rozpoczęły się tajne rozmowy izraelsko-jordańskie na greckiej wyspie Rodos. Szefem izraelskiej delegacji był Reuwen Sziloah. Towarzyszyli mu generał Mosze Dajan i Dan Lehner, oraz konsultant Ministerstwa Spraw Zagranicznych. Szefem jordańskiej delegacji był pułkownik Ahmad Sidqi al-Jundi, któremu towarzyszyło trzech wysokich oficerów i radca prawny. We wszystkich rozmowach uczestniczył Mediator Narodów Zjednoczonych w Palestynie, Ralph Bunche.
W trakcie rozmów, podjęto starania o rozpoczęcie osobnych negocjacji z Irakiem, spotkały się one jednak ze zdecydowaną odmową. W marcu Irakijczycy zapowiedzieli wycofanie swojego korpusu ekspedycyjnego z Palestyny. Jego pozycje miały obsadzić siły jordańskiego Legionu Arabskiego, powstało jednak w tej sprawie zamieszanie i izraelskie dowództwo planowało wykorzystać to na swoją korzyść. Przygotowano plan operacji Szin-Taw-Szin, podczas której trzy izraelskie brygady miały zająć opuszczone przez Irakijczyków pozycje w Wadi Ara. Operacja miała rozpocząć się 12 marca 1949, została jednak odwołana, ponieważ Jordańczycy zgodzili się pójść na znaczne ustępstwa w rozmowach prowadzonych na wyspie Rodos. 23 marca zawarto tajne porozumienie w sprawie Wadi Ara, które włączono później do umowy o rozejmie. W dniu 3 kwietnia 1949 nastąpiło podpisanie rozejmu izraelsko-jordańskiego.

## Tekst umowy
Obszar państwa żydowskiego przyznany w 1947
     Obszar państwa arabskiego, który w 1949 pozostał pod kontrolą Egiptu i Transjordanii
     Obszar państwa arabskiego, który w 1949 pozostał pod kontrolą Izraela
     Corpus separatum Jerozolimy
Preambuła

Obszar państwa żydowskiego przyznany w 1947
Obszar państwa arabskiego, który w 1949 pozostał pod kontrolą Egiptu i Transjordanii
Obszar państwa arabskiego, który w 1949 pozostał pod kontrolą Izraela
Corpus separatum Jerozolimy

Strony niniejszej Umowy, w odpowiedzi na Rezolucję Rady Bezpieczeństwa z dnia 16 listopada 1948 wzywającą ich, jako kolejny środek zgodnie z Artykułem 40 Karty Narodów Zjednoczonych w celu ułatwienia przejścia od obecnego rozejmu do trwałego pokoju w Palestynie, wynegocjowały Rozejm; podjęły decyzję o rozpoczęciu negocjacji pod Przewodnictwem Narodów Zjednoczonych koncentrując się nad wdrożeniem rezolucji Rady Bezpieczeństwa ONZ z 16 listopada 1948; i po wyznaczeniu przedstawicieli uprawnionych do negocjacji i zawarcia Porozumienia o Rozejmie;
Prawomocni przedstawiciele, posiadający władzę powierzoną im przez swoje Rządy, zgodzili się na następujące postanowienia:
Artykuł I
W celu wspierania powrotu do trwałego pokoju w Palestynie i uznania znaczenia wzajemnych zapewnień dotyczących przyszłych operacji wojskowych Stron, następujące zatwierdzone zasady będą w pełni przestrzegane przez obie Strony podczas Rozejmu:
1. Nakaz Rady Bezpieczeństwa aby unikać siły militarnej przy rozwiązywaniu kwestii Palestyny będzie odtąd skrupulatnie przestrzegany przez obie Strony.
2. Strony zobowiązują się nie podejmować żadnych planowanych agresywnych działań przez lądowe siły zbrojne, morskie lub powietrzne, które zagrażałyby ludziom lub innym siłom zbrojnym; przy założeniu, że użycie terminu „planowanych” w tym kontekście nie odnosi się do normalnego planowania sztabowego jako ogólnej praktyki organizacji wojskowych.
3. W pełni będzie przestrzegano prawo do bezpieczeństwa i wolności od strachu przed atakiem innych sił zbrojnych każdej ze Stron.
4. Ustanowienie rozejmu między siłami zbrojnymi obu Stron jest uznane jako niezbędny krok w kierunku zakończenia konfliktu zbrojnego i przywrócenia pokoju w Palestynie.

Artykuł II
W celu realizacji rezolucji Rady Bezpieczeństwa z 16 listopada 1948, następujące zasady i cele zostają potwierdzone:
1. Zostaje uznana zasada Rady Bezpieczeństwa, że podczas rozejmu nie mogą być odniesione żadne korzyści militarne lub polityczne;
2. Uznano także, że żaden przepis niniejszej Umowy nie narusza praw, roszczeń i stanowisk żadnej ze Stron do czasu ostatecznego pokojowego rozwiązania kwestii Palestyny. Postanowienia niniejszego porozumienia dotyczą wyłącznie kwestii militarnych.

Artykuł III
1. Na podstawie powyższych zasad i rezolucji Rady Bezpieczeństwa z 16 listopada 1948, niniejszym zostaje ustanowiony rozejm między siłami zbrojnymi – lądowymi, morskimi i powietrznymi – obu Stron.
2. Żadne elementy lądowych, morskich lub powietrznych sił zbrojnych lub sił paramilitarnych jednej ze Stron, w tym siły nieregularne, nie będą prowadzić żadnych działań militarnych lub działań wrogich przeciwko siłom zbrojnym lub paramilitarnym drugiej Strony, lub wobec ludności cywilnej na terytorium pozostającym pod kontrolą tej Strony; nie przekroczą Linii Demarkacyjnych Rozejmu określonych w Artykułach V i VI niniejszej Umowy; i nie naruszą przestrzeni powietrznej drugiej Strony.
3. Żaden akt wojenny lub akt wrogości nie zostanie przeprowadzony z terytorium kontrolowanego przez jedną ze Stron niniejszej Umowy w stosunku do drugiej Strony.

Artykuł IV
1. Linie wyznaczone w Artykułach V i VI niniejszej Umowy uznaje się jako Linie Demarkacyjne Rozejmu, wyznacza się je zgodnie z celem i zamiarem rezolucji Rady Bezpieczeństwa z 16 listopada 1948.
2. Podstawowym celem Linii Demarkacyjnej Rozejmu jest wyznaczenie linii, za którą siły zbrojne poszczególnych Stron nie mogą być przesunięte.
3. Prawa i regulaminy sił zbrojnych Stron, które zakazują cywilom przekraczania linii walk lub wkraczania w obszar pomiędzy liniami, pozostają w mocy po podpisaniu niniejszej Umowy, z uwzględnieniem Linii Demarkacyjnych Rozejmu określonych w Artykułach V i VI.

Artykuł V
1. Linie Demarkacyjne Rozejmu we wszystkich sektorach z wyjątkiem irackiego, będą oznaczone na mapach w Aneksie I do niniejszej Umowy, i określa się je następująco:
  1. W sektorze Kh Deir Arab (MR 1510/74) do północnego końca linii zdefiniowanej 30 listopada 1948 w porozumieniu o zawieszeniu broni w obszarze Jerozolimy, linie zawieszenia broni zostają uznane przez Organizację Nadzorującą Rozejm Narodów Zjednoczonych za Linie Demarkacyjne Rozejmu;
  2. W sektorze Jerozolimy, Linie Demarkacyjne Rozejmu odpowiadają liniom zdefiniowanym 30 listopada 1948 w porozumieniu o zawieszeniu broni w obszarze Jerozolimy;
  3. W sektorze Hebron-Morze Martwe Linia Demarkacyjna Rozejmu zostaje wyznaczona na mapie 1 i oznaczona B w Aneksie I do niniejszej Umowy;
  4. W sektorze od punktu nad Morzem Martwym (MR 1925-0958) na najdalej na południe wysuniętego miejsca Palestyny, Linię Demarkacyjną Rozejmu określają istniejące stanowiska wojskowe opisane w marcu 1949 przez obserwatorów Narodów Zjednoczonych, biegną z północy na południe i są oznaczone na mapie 1 w Aneksie I niniejszej Umowy.

Artykuł VI
1. Uzgodniono, że siły Haszymidzkiego Królestwa Jordanii zastąpią siły Iraku w sektorze obecnie zajmowanym przez te siły, intencją Rządu Iraku przekazaną 20 marca przez Ministra Spraw Zagranicznych Iraku Mediatorowi, jest upoważnienie delegacji Haszymidzkiego Królestwa Jordanii do negocjacji spraw sił irackich i zapewnienie, że siły te zostaną wycofane.
2. Linia Demarkacyjna Rozejmu dla sektora obecnie zajmowanego przez siły Iraku, będzie wyznaczona na mapie 1 w Aneksie I niniejszej Umowy.
3. Linia Demarkacyjna Rozejmu przewidziana w paragrafie 2 niniejszego artykułu będzie przebiegać przez następujące odcinki, w których mogą być utrzymane istniejące linie wojskowe:
  1. W obszarze na zachód od drogi z Baki do Dżaldżulji, a stamtąd na wschód od Kafr Kasim: w ciągu pięciu tygodni od dnia, w którym niniejsza Umowa Rozejmu została podpisana;
  2. W obszarze Wadi Ara na północ od linii z Baki do Zubeiby: w ciągu siedmiu tygodni od dnia, w którym Umowa Rozejmu została podpisana;
  3. We wszystkich innych rejonach Irackiego sektora: w ciągu piętnastu tygodni od dnia, w którym Umowa Rozejmu została podpisana.
4. Linia Demarkacyjna Rozejmu w sektorze Hebron-Morze Martwe, o której mowa w paragrafie (c) Artykułu V niniejszej Umowy i oznaczenie B na mapie 1 w Aneksie I, wiąże się z dużą zmianą istniejącej linii wojskowej na rzecz sił Haszymidzkiego Królestwa Jordanii, jest przeznaczona dla wyrównania zmian w istniejącej linii wojskowej w sektorze Iraku określonej w paragrafie 3 niniejszego artykułu.
5. W ramach odszkodowania za przejęte drogi między Tulkarm i Kalkilja, Rząd Izraela zobowiązuje się wypłacić na rzecz rządu Haszymidzkiego Królestwa Jordanii koszt budowy dwudziestu kilometrów nowej drogi pierwszej klasy.
6. Gdziekolwiek wioski będą miały wpływ na przebieg Linii Demarkacyjnej Rozejmu przewidzianej w paragrafie 2 niniejszego artykułu, mieszkańcy tych wiosek mają pełne prawo do pozostania i ochronie podlega ich prawo pobytu, własności i wolności. W przypadku mieszkańców, którzy zdecydują się na opuszczenie swoich wiosek, mają prawo zabrać ze sobą swoje bydło i inny majątek ruchomy i niezwłocznie otrzymać pełne odszkodowanie z pozostawione grunty. Zabrania się siłom izraelskim wejścia i stacjonowania w takich wioskach, w których rekrutuje się lokalną Arabską policję dla wewnętrznych potrzeb bezpieczeństwa.
7. Haszymidzkie Królestwo Jordanii ponosi odpowiedzialność za siły Iraku w Palestynie.
8. Postanowienia niniejszego artykułu nie będą interpretowane jako naruszające w jakimkolwiek sensie ostateczne porozumienie polityczne między Stronami niniejszej Umowy.
9. Linie Demarkacyjne Rozejmu określone w artykułach V i VI niniejszej Umowy są uzgodnione przez Strony bez uszczerbku dla przyszłego rozwoju terytorialnego osiedli lub linii granicznych lub związanych z nią roszczeń jednej ze Stron.
10. O ile nie przewidziano inaczej, ustala się Linie Demarkacyjne Rozejmu, włączając w to niezbędne wycofanie sił w ciągu dziesięciu dni od daty podpisania niniejszej Umowy.
11. Linie Demarkacyjne Rozejmu określone w niniejszym artykule i artykule V mogą być sprostowane przez uzgodnienia między Stronami a wszystkie takie korekty mają takie skutki, jak gdyby zostały one włączone w całości do Ogólnej Umowy.

Artykuł VII
1. Ziły zbrojne Stron niniejszej Umowy zostaną w obszarze dziesięciu kilometrów po obu stronach Linii Demarkacyjnej Rozejmu ograniczone do sił obronnych, chyba że warunki geograficzne sprawiają, że jest to niepraktyczne, jak na przykład w pasie wybrzeża i wysuniętym na południe miejscu Palestyny. Siły obronne dopuszczone w każdym sektorze są określone w Aneksie II do niniejszej Umowy. W sektorze obecnie zajmowanym przez siły Iraku, kalkulacja redukcji sił obejmuje liczbą sił Iraku w tym sektorze.
2. Redukcja sił do sił obronnych zgodnie z poprzednim paragrafem, zostanie zakończona w ciągu dziesięciu dni od ustanowienia Linii Demarkacyjnych Rozejmu określonych w niniejszej Umowie. W ten sam sposób zostaną usunięte miny z zaminowanych dróg i ewakuowanych obszarów przez każdą ze Stron, nastąpi przekazanie planów położenia pól minowych na terytorium drugiej Strony w ciągu tego samego okresu.
3. Wielkość sił utrzymywanych przez Strony po obu stronach Linii Demarkacyjnych Rozejmu podlegają okresowym ocenom, dążąc do dalszej redukcji tych sił na drodze wzajemnych porozumień między Stronami.

Artykuł VIII
1. Ustala się Komitet Specjalny, złożony z wyznaczonych przez rządy dwóch przedstawicieli każdej ze Stron, w celu formułowania planów i uzgodnień mających na celu rozszerzenie zakresu niniejszej Umowy oraz dokonania poprawek w aplikacjach.
2. Komitet Specjalny zostanie utworzony natychmiast po wejściu w życie niniejszej Umowy i skoncentruje swoją uwagę na sformułowaniach uzgodnionych planów i ustaleń dotyczących takich spraw: zapewnienie swobodnego ruchu na istotnych drogach, w tym w Betlejem i drogach Latrun - Jerozolima; wznowienie normalnego funkcjonowania instytucji kulturalnych i humanitarnych na Górze Skopus, oraz bezpłatny dostęp do nich; swobodny dostęp do miejsc świętych i instytucji kultury oraz korzystania z cmentarza na Górze Oliwnej; wznowienie eksploatacji przepompowni wody w Latrun, dostarczenie energii elektrycznej do Starego Miasta oraz wznowienie eksploatacji linii kolejowej do Jerozolimy.
3. Komitet Specjalny posiada specjalne kompetencje w tych sprawach, które należą do jego obowiązków. Uzgodnione plany i sformułowane ustalenia może przedstawiać do wykonania przez sprawującą funkcję nadzorczą Mieszaną Komisję Rozjemczą określoną w Artykule X.

Artykuł IX
Porozumienia zawarte między Stronami po podpisaniu niniejszej Umowy Rozejmu, dotyczące takich spraw, jak dalsza redukcja sił zgodnie z paragrafem 3 Artykułu VII, przyszłe korekty Linii Demarkacyjnych Rozejmu, oraz plany i sformułowane ustalenia Komitetu Specjalnego ustanowionego w Artykule VIII, mają takie same skutki, jak postanowienia niniejszej Umowy i są jednakowo wiążące dla Stron.
Artykuł X
Wymiana jeńców wojennych odbyła się na podstawie specjalnego porozumienia między Stronami, zawartego przed podpisaniem niniejszej Umowy. Mieszana Komisja Rozejmu jest zobowiązana ponownie zbadać, czy nie ma żadnych jeńców wojennych po jednej ze Stron, którzy nie zostali uwzględnieni w poprzedniej wymianie. W przypadku stwierdzenia jeńców wojennych, Mieszana Komisja Rozejmu zorganizuje wymianę takich jeńców. Strony niniejszej Umowy zobowiązują się w pełni współpracować z Mieszaną Komisją Rozejmu w wykonywaniu jej obowiązków.
Artykuł XI
1. Wykonanie postanowień niniejszej Umowy, z wyjątkiem spraw, które wchodzą w zakres wyłącznych kompetencji Komitetu Specjalnego określonego w Artykule VIII, powinno być nadzorowane przez Mieszaną Komisję Rozejmu składającą się z pięciu członków, z których każda ze Stron niniejszej Umowy wyznacza po dwóch, a Przewodniczącym jest Szef Sztabu Organizacji Nadzorującej Rozejm Narodów Zjednoczonych lub wskazany przez niego wysoki oficer z personelu Obserwatorów tej Organizacji, po konsultacji z obydwoma Stronami niniejszej Umowy.
2. Mieszana Komisja Rozejmu ma swoją siedzibę w Jerozolimie, i organizuje tam spotkania w takich terminach, jakie uzna za konieczne dla skutecznej organizacji prac.
3. Mieszana Komisja Rozejmu zostanie powołana na swoje pierwsze spotkanie przez Szefa Sztabu Organizacji Nadzorującej Rozejm Narodów Zjednoczonych w terminie nie później niż tydzień po podpisaniu niniejszej Umowy.
4. Decyzje Mieszanej Komisji Rozejmu, o ile to możliwe, będą oparte na zasadzie jednomyślności. W przypadku braku jednomyślności, decyzje są podejmowane większością głosów członków obecnych i głosujących Komisji.
5. Mieszana Komisja Rozejmu sporządza swój wewnętrzny regulamin. Posiedzenia zwoływane są z odpowiednim wyprzedzeniem przez Przewodniczącego. Na posiedzeniach kworum decyzje zapadają większością głosów jej członków.
6. Komisja jest uprawniona do zatrudniania Obserwatorów, którzy mogą pochodzić z organizacji wojskowych Stron lub z personelu wojskowego Organizacji Nadzorującej Rozejm Narodów Zjednoczonych, lub z obu, w takiej ilości, jaka będzie niezbędna do wykonywania jej funkcji. W przypadku zatrudnienia Obserwatorów Narodów Zjednoczonych, powinni oni pozostać pod dowództwem Szefa Sztabu Organizacji Nadzorującej Rozejm Narodów Zjednoczonych. Zadania o charakterze ogólnym powierzane Obserwatorom Narodów Zjednoczonych zatrudnianym przez Mieszaną Komisję Rozejmu, podlegają zatwierdzeniu przez Szefa Sztabu Narodów Zjednoczonych lub jego wyznaczonego przedstawiciela w Komisji, w zależności od pracy Przewodniczącego.
7. Skargi i roszczenia przedstawiane przez każdą ze Stron w odniesieniu do stosowania niniejszej Umowy są bezzwłocznie przedstawiane Przewodniczącemu Mieszanej Komisji Rozejmu. Komisja podejmuje działania w odpowiedzi na skargi i roszczenia przy pomocy swoich obserwatorów i maszynerii dochodzeniowej, jaką uzna za stosowną, w celu sprawiedliwego rozwiązania i zadowolenia obu Stron.
8. W przypadku, gdy przedmiotem sporu jest interpretacja znaczenia danego postanowienia niniejszej Umowy, z wyjątkiem Preambuły i Artykułów I i II, interpretacja Komisji ma pierwszeństwo, z zastrzeżeniem do prawa do odwołania przewidzianym w paragrafie 4. Komisja, według własnego uznania i w razie potrzeby, może od czasu do czasu zalecić Stronom zmianę w przepisach niniejszej Umowy.
9. Mieszana Komisja Rozejmu przedstawia obu Stronom sprawozdania ze swojej działalności tak często, jak uzna to za konieczne. Kopia każdego takiego sprawozdania zostanie przedstawiona Sekretarzowi Generalnemu Narodów Zjednoczonych w celu przekazania właściwym organom lub agencjom Organizacji Narodów Zjednoczonych.
10. Członkom Komisji i jej Obserwatorom przyznaje się prawo swobodnego przemieszczania się i dostępu w obszarach objętych niniejszą Umową.
11. Wydatki Komisji, inne niż te odnoszące się do Obserwatorów Narodów Zjednoczonych, muszą być rozłożone w równych częściach między Strony niniejszej Umowy.

Artykuł XII
1. Niniejsza Umowa nie podlega ratyfikacji i wejdzie w życie natychmiast po podpisaniu.
2. Umowa była negocjowana i zawarta zgodnie z rezolucją Rady Bezpieczeństwa z 16 listopada 1948 wzywającą do ogłoszenia rozejmu  w celu usunięcia zagrożenia pokoju w Palestynie oraz w celu ułatwienia przejścia z obecnego rozejmu do trwałego pokoju w Palestynie, i pozostaje w mocy do czasu osiągnięcia pokoju między Stronami, z wyjątkiem przypadków przewidzianych w paragrafie 3 niniejszego Artykułu.
3. Strony niniejszej Umowy mogą, za obopólną zgodą, zmienić Umowę lub którykolwiek z jej przepisów albo zawiesić jej stosowanie, poza Artykułami I i III, w dowolnym czasie. W przypadku braku porozumienia w okresie roku od daty wejścia w życie niniejszej Umowy, każda ze Stron może zwrócić się do Sekretarza Generalnego Narodów Zjednoczonych o zwołanie konferencji przedstawicieli obu Stron w celu dokonania przeglądu, zmienienia lub zawieszenia któregokolwiek z postanowień niniejszej Umowy, z wyłączeniem Artykułów I i III. Udział w takiej konferencji będzie obowiązkowy dla Stron.
4. Jeśli konferencja przewidziana w paragrafie 3 niniejszego Artykułu nie przyniesie rozwiązania punktu sporu, każda ze Stron może wnieść sprawę do Rady Bezpieczeństwa Narodów Zjednoczonych z żądaniem podjęcia przez Radę Bezpieczeństwa działań w celu osiągnięcia pokoju w Palestynie.
5. Niniejsza Umowa zostaje podpisana w kilku egzemplarzach, po jednym egzemplarzu dla każdej ze Stron, dwie kopie dla Sekretarza Generalnego Narodów Zjednoczonych w celu przekazania do Rady Bezpieczeństwa Narodów Zjednoczonych i Komisji Rozjemczej Narodów Zjednoczonych, i jeden egzemplarz dla Mediatora Palestyny.

Sporządzono w Rodos, Wyspa Rodos, Grecja, w dniu 3 kwietnia 1949 w obecności zastępcy Mediatora Narodów Zjednoczonych w Palestynie i Szefa Sztabu Organizacji Nadzorującej Rozejm Narodów Zjednoczonych.

## Reakcje i następstwa
Podpisanie tego rozejmu było połowicznym sukcesem izraelskiej strategii polityczno-wojskowej. Udało się uzyskać zapewnienia przywrócenia zaopatrzenia dla Jerozolimy. Szczególnie istotnymi były gwarancje o swobodnym dostępie do miejsc świętych oraz instytucji kulturalnych i humanitarnych w mieście. W rzeczywistości okazało się jednak, że Jordania nie respektowała tych ustaleń. Porażką był fakt, że Jordania nie uznała faktu istnienia państwa żydowskiego i nie podpisała trwałego porozumienia pokojowego, tylko rozejm. W rezultacie, wojna izraelsko-jordańska została tylko przerwana na czas obowiązywania rozejmu.